# Dyscia innocentaria
Dyscia innocentaria là một loài bướm đêm trong họ Geometridae.